# John Lambert

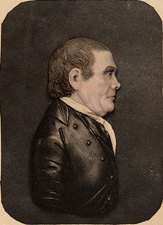
John Lambert

John Lambert (24 de fevereiro de 1746 a 4 de fevereiro de 1823), foi um político de Nova Jérsei  que serviu como um Representante, um Senador dos Estados Unidos e Governador em exercício de Nova Jérsei.
Nascido no que é agora Lambertville, Nova Jérsei, exerceu um curso acadêmico e perseguiu prossecuções agrárias. Lambert era um membro da Assembleia Geral de Nova Jérsei de 1780 a 1785, e em 1788. Ele era um membro do Senado de Nova Jérsei a partir de 1790 até 1804, e atuou como seu vice-presidente de 1801 a 1804. Lambert foi o Governador em exercício d e Nova Jérsei em 1802 e 1803. Ele foi eleito como um Democrata-Republicano para o Nono Congresso dos Estados Unidos e o Décimo Congresso dos Estados Unidos, servindo em funções a partir de 4 de março de 1805 até 3 de março de 1809. Lambert foi eleito para o Senado dos Estados Unidos e serviu um único termo, a partir de 4 de março de 1809, a 3 de março de 1815.
O que é hoje a cidade de Lambertville foi batizada em sua homenagem, em 1814, quando a comunidade da primeira agência postal foi estabelecida .
Lambert possuiu e gerou uma plantação. Ele morreu perto de Lambertville, e teve integrado Barber's Buring Ground, Delaware Township, Condado de Hunterdon, Nova Jérsei.